# Tendance communiste internationaliste
 (janvier 2025).
La Tendance communiste internationaliste (TCI) est une organisation révolutionnaire issue de la Gauche communiste, fondée en 2009 à partir de plusieurs groupes français, anglais, italiens et internationaux.
Historiquement, la TCI provient originellement du "Partito comunista internazionalista - Battaglia comunista" (fruit d'une scission au sein du Parti communiste internationaliste (PCI) de 1949), dirigé par le marxiste italien Onorato Damen. Onorato Damen meurt en 1979. En 1984, le Parti communiste internationaliste et la Communist Workers Organisation (CWO) en Grande-Bretagne vont fonder une nouvelle internationale : le Bureau international pour le parti révolutionnaire (BIPR). Le BIPR se référait au marxisme dans la tradition de la gauche communiste italienne et éditait un bulletin en français : Bilan et perspectives. Le BIPR deviendra finalement la "Tendance communiste internationaliste" en 2009.

## Positionnements politiques

### Positions politiques principales
Les positions politiques de la Tendance communiste internationaliste peuvent se présenter ainsi : 
1. L'internationalisme : car les intérêts des exploités sont les mêmes partout dans le monde selon la TCI, et que le communisme ne peut être réalisé dans une seule région géographique. La TCI critique fermement la position de Staline sur le "socialisme dans un seul pays".
2. L'anti-stalinisme.
3. La critique du Capitalisme d'État des États se réclamant du socialisme. La TCI considère l'URSS comme un pays qui n'est pas communiste, mais du capitalisme d'État.
4. Une critique des luttes de "libérations nationales" : la TCI souhaite mettre de côté les revendications territoriales et prôner la fraternisation des travailleurs dans les camps opposées. La TCI n'ignore pas que les prolétaires sont les victimes d’occupations militaires, mais souhaitent mettre en avant le défaitisme révolutionnaire pour l’unité de la classe, au-delà de toutes les frontières bourgeoises. Les guerres de libération nationale sont considérées comme des pièges entrainant la classe ouvrière dans les intérêts réactionnaires de la classe bourgeoise.
5. Une critique du syndicalisme : Il n'y a pas un abandon pour la défense d'intérêts immédiats (les salaires, le temps de travail, les cadences, etc.) mais le syndicat est considérée par la TCI comme une forme ne permettant pas d'être efficace dans la lutte. Les syndicats sont perçus comme un mécanisme de contrôle de la lutte des classes et de gestion de la force de travail au service du capital, tandis que le syndicalisme de base, malgré les intentions de ses membres, est une arme émoussée pour le prolétariat, parce qu’il met de l’avant des revendications économiques radicales, sans questionner la structure économique et légale imposée par l’État bourgeois. La TCI considère que l’activité des syndicats de base a de plus en plus été exposée par la crise, qui a sévèrement restreint leurs opportunités de pratique politique réformiste.
6. L’auto-organisation de la lutte : qui doit partir spontanément de la classe ouvrière, notamment comme alternative aux syndicats.
7. L'antiparlementarisme : la non-participation aux gouvernements et aux parlements. La participation des "partis communistes" dans les parlements et les gouvernements considérés comme bourgeois est le résultat selon la TCI du renoncement définitif de la perspective révolutionnaire.
8. Le renversement du capitalisme n’est possible que par une révolution : la conquête du pouvoir politique par le prolétariat, à l’extérieur et à l’encontre de toutes les voies considérées comme pseudo-démocratiques (élections, réformes, etc.).
9. Mise en avant des conseils ouvriers : durant le processus révolutionnaire socialiste, il doit y avoir l'instauration de conseils de travailleurs qui sont des assemblées de masse dans lesquelles des élus sont des délégués soumis à un mandat impératif (révocables).
10. L'abolition de l’exploitation et, en conséquence, la suppression des classes sociales. Le but est d'aller vers l'édification d’une société « de producteurs librement associés » s'activant pour la satisfaction des besoins humains.

### Points servant de critères d’adhésion
La Tendance Communiste Internationaliste fut créée sous l’impulsion conjointe du Parti Communiste Internationaliste et de la Communist Workers Organisation (CWO) du Royaume-Uni. Deux raisons principales présidaient à cette initiative : la première raison consistait à organiser une tendance déjà existante au sein du camp politique prolétarien. Cette tendance était apparue lors des Conférences Internationales appelées par Battaglia Comunista entre 1977 et 1981. Lors de la Troisième Conférence, la CWO et le PCInt adoptèrent sept points qui servirent de critères d’adhésion à la dernière de ces conférences :
1. Reconnaissance du caractère prolétarien de la Révolution d’Octobre
2. Reconnaissance de la rupture avec la social-démocratie par les deux premiers Congrès de la IIIème Internationale
3. Rejet sans réserve du capitalisme d’État et de l’autogestion
4. Rejet des partis « socialistes » et « communistes », caractérisés comme partis bourgeois
5. Rejet de toutes les politiques qui pourraient enchainer le prolétariat à sa bourgeoisie nationale
6. Une ligne au sujet de l’organisation des révolutionnaires fondée sur la méthode marxiste
7. Reconnaissance des rencontres internationales comme constitutives de l'activité de discussion entre groupes révolutionnaire pour coordonner leur intervention politique active en direction de la classe en lutte et dans le but de contribuer au processus de constitution du Parti International du Prolétariat. Ce parti étant considéré comme un organe politique indispensable dans l’orientation du mouvement de classe révolutionnaire et du pouvoir prolétarien lui-même.

## Lectures complémentaires
- Battaglia Comunista, Partito Comunista Internazionalista (2013), 1943-2013. Settant'anni contro venti e maree (en Italien), Prometeo